# Хартрич, Пегги
Пегги Хартрич Кларк-Холлабо (англ. Peggy Hartrich Clarke-Hollabaugh; род. 24 апреля 1955, Сент-Луис) — американская конькобежка специализировавшаяся в шорт-треке. Трёхкратная чемпионка мира в эстафете. Бронзовый призёр в абсолютном зачёте чемпионата мира 1976 года. Участница первого чемпионата мира по шорт-треку.

## Биография
Пегги Хартрич начала кататься на коньках в 11 лет. К концу первого года обучения она прошла квалификацию на национальный чемпионат по шорт-треку. Это было началом её 13-ти летней спортивной карьеры.
В 1973 году Пегги выиграла чемпионат США среди юниоров, а в 1974 и 1976 годах победила на взрослом уровне. В 1974 году закончила академию Святого Иосифа в Сент-Луисе. Она была членом национальной сборной по шорт-треку с 1976 по 1979 года. Первые медали она выиграла на первом чемпионате мира в Шампейне, стала третьей на дистанциях 500, 1500 метров и в общем зачёте, а также победила с командой в эстафете. На двух подряд чемпионатах мира в Гренобле 1977 и Солихалле 1978 годов Пегги была дважды с серебром на 1000 метров и дважды с золотом эстафеты. На своём последнем чемпионате мира в Квебеке выиграла серебро с подругами по команде в эстафетной гонке.

## Тренерская работа
После завершения соревновательной карьеры Пегги помогала продвигать этот вид спорта в школах и на катках Сент-Луиса. Она тренировала клуб конькобежцев Клейтона во время соревновании и после выхода на пенсию. Пегги была включена в национальный зал Славы скоростного катания 14 мая 1994 года в Шомберге штат Иллинойс. С 1999 года специализировалась на фитнесс-программах для пожилых людей в округе Сент-Луис.